# Astragalus anisacanthus

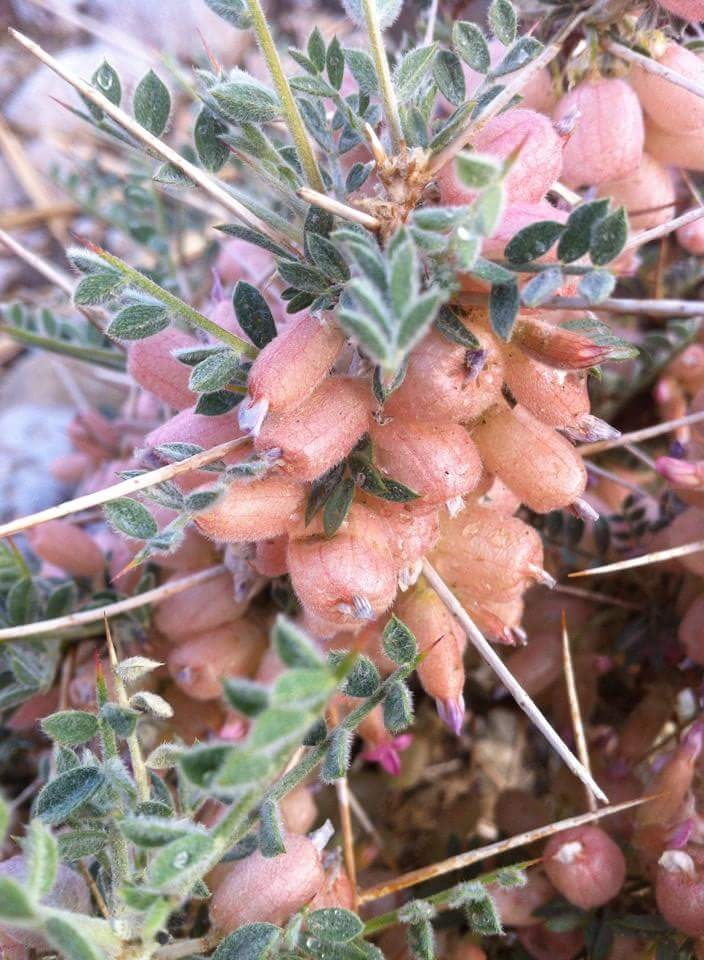

Astragalus anisacanthus är en ärtväxtart som beskrevs av Pierre Edmond Boissier. Astragalus anisacanthus ingår i släktet vedlar, och familjen ärtväxter.

## Underarter
Arten delas in i följande underarter:
- A. a. anisacanthus
- A. a. schurabicus